# Pyeongtaek
Pyeongtaek is een stad in de Zuid-Koreaanse provincie Gyeonggi. Bij de volkstelling van 2020 had de stad 542.522 inwoners. Pyeongtaek is onderdeel van de agglomeratie Seoel.

## Bestuurlijke indeling
- Paengseong-eup (팽성읍)
- Poseung-eup ( 포승읍)
- Anjung-eup (안중읍)
- Jin-wi-myeon (진위면)
- Seotan-myeon (서탄면)
- Godeog-myeon (고덕면)
- Oseong-myeon (오성면)
- Cheongbug-myeon (청북면)
- Hyeondeog-myeon (현덕면)
- Jung-ang-dong (중앙동)
- Seojeong-dong (서정동)
- Songtan-dong (송탄동)
- Jisan-dong (지산동)
- Songbug-dong (송북동)
- Sinjang 1-dong (신장1동)
- Sinjang 2-dong (신장2동
- Sinpyeong-dong (신평동)
- Wonpyeong-dong (원평동)
- Tongbog-dong (통복동)
- Bijeon 1-dong (비전1동)
- Bijeon 2-dong (비전2동)
- Segyo-dong (세교동)

Steden:
Ansan · Anseong · Anyang · Bucheon · Dongducheon · Gimpo · Goyang · Gunpo · Guri · Gwacheon · Gwangju · Gwangmyeong · Hanam · Hwaseong · Icheon · Namyangju · Osan · Paju · Pocheon · Pyeongtaek · Seongnam · Siheung · Suwon (hoofdstad) · Uijeongbu · Uiwang · Yangju · Yeoju · Yongin
Districten:
Gapyeong · Yangpyeong · Yeoncheon